# Face to Face 2003
Face to Face 2003 – szósta wspólna trasa koncertowa Eltona Johna i Billy’ego Joela z serii Face to Face, która odbyła się w 2003 r. Tym razem obejmowała 28 koncertów w USA.

## Program koncertów

### Elton John, Billy Joel oraz zespoły Eltona i Billy’ego (pierwszy raz)
1. „Your Song”
2. „Just the Way You Are”
3. „Don't Let the Sun Go Down on Me"

### Elton John ze swoim zespołem
1. „Funeral for a Friend"/"Love Lies Bleeding”
2. „Someone Saved My Life Tonight”
3. „Philadelphia Freedom”
4. „The Wasteland”
5. „I Want Love”
6. „Rocket Man”
7. „I Guess That's Why They Call It Blues”
8. „Take Me to the Pilot”
9. „Tiny Dancer”
10. „Saturday's Night Alright (For Fighting)”
11. „Crocodile Rock"

### Billy Joel ze swoim zespołem
1. „Scenes from Italian Restaurant”
2. „Movin' Out (Anthony's Song)”
3. „Prelude"/"Angry Your Man”
4. „Allentown”
5. „An Innocent Man”
6. „I Go to Extremes”
7. „The River of Dreams”
8. „New York State of Mind”
9. „It's Still Rock and Roll to Me”
10. „Only the Good Die Young"

### Elton John, Billy Joel oraz zespoły Eltona i Billy’ego (drugi raz)
1. „My Life”
2. „The Bitch Is Back”
3. „You May Be Right”
4. „Bennie and the Jets”
5. „A Hard Day's Night” (cover The Beatles)
6. „Great Balls of Fire”
7. „Piano Man”

## Lista koncertów
- 21 lutego – Birmingham, Alabama – Birmingham Jefferson Convention Complex
- 24 lutego – Houston, Teksas – Compaq Center
- 26 lutego – San Antonio, Teksas – SBC Center
- 28 lutego – Dallas, Teksas – American Airlines Center
- 2 marca – Oklahoma City, Oklahoma – Ford Center
- 4 marca – Indianapolis, Indiana – Consesco Fieldhouse
- 9 marca – Buffalo, Nowy Jork – HSBC Arena
- 12 marca – Lexington, Kentucky – Rupp Arena
- 14 marca – Columbia, Karolina Południowa – Carolina Coliseum
- 16 marca – Raleigh, Karolina Północna – RBC Center
- 28 marca – Paradise, Nevada – MGM Grand Garden Arena (dwa koncerty)
- 1 marca – Ames, Iowa – Hilton Coliseum
- 6 kwietnia – Madison, Wisconsin – Kohl Center
- 8 kwietnia – Milwaukee, Wisconsin – Bradley Center
- 12 kwietnia – Rosemont, Illinois – Allstate Arena
- 15 kwietnia – Cleveland, Ohio – Gund Arena
- 17 kwietnia – Saint Paul, Minnesota – Xcel Energy Center
- 19 kwietnia – Fargo, Dakota Północna – Fargodome
- 22 kwietnia – Columbus, Ohio – Nationwide Arena
- 24 i 26 kwietnia – Albany, Nowy Jork – Pepsi Arena
- 30 kwietnia – Rosemont, Illinois – Allstate Arena
- 2 i 3 maja – Auburn Hills, Michigan – The Palace of Auburn Hills
- 5 maja – St. Louis, Missouri – Savvis Center
- 8 maja – Rosemont, Illinois – Allstate Arena